# Pakxan
Pakxan hay Pakxane (tiếng Lào: ປາກຊັນ; IPA: pȁːk sán; chữ Lào Latin hóa: Pakxan) là một thi xã ở miền Trung Lào, tỉnh lỵ của tỉnh Bolikhamsai.
Trung tâm thị xã nằm trên quốc lộ 13 Nam, sát biên giới Thái Lan-Lào.
Pakxan ở vị trí (sông) Nam Xan đổ vào sông Mekong, và là nguồn hình thành tên này: Pak Xan có nghĩa là cửa (của) Nam Xan.